# Indiens järnvägsskyddsstyrka

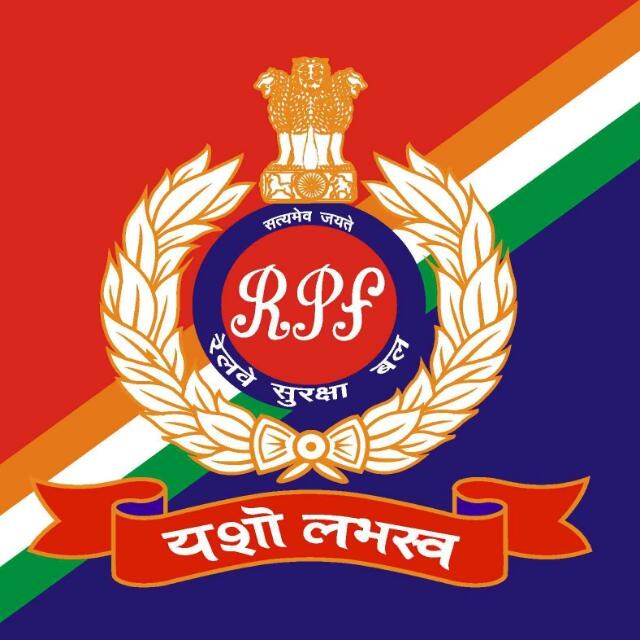
Logotyp

Indiens järnvägsskyddsstyrka (Railway Protection Force (RPF)), inklusive dess insatsstyrka Railway Protection Special Force (RPSF), är en federal paramilitär styrka under järnvägsministeriet vilken har som huvuduppgift att skydda de indiska statsjärnvägarnas egendom, anläggningar och rullande materiel. Government Railway Police (GRP) (Indiska järnvägspolisen) däremot lyder under delstaterna och har till uppgift att upprätthålla ordning och säkerhet för den resande allmänheten. 1999 fanns det 61 000 tjänster inom RPF, 9 000 inom RSPF och 34 000 inom järnvägspolisen. De indiska järnvägarna har budgetansvar för RPF och RPSF samt för 50 % av GRP.

## Uppdrag
- Skydda resenärer, stationsområden och järnvägens egendom.
- Ansvara för järnvägarnas yttre och inre säkerhet.
- Skapa förtroende för det indiska järnvägsnätet.[2]

### Verksamhet
- Bekämpa brott för att skydda järnvägarnas passagerare och järnvägens egendom.
- Avlägsna antisociala element från tåg, järnvägsområden och passagerarområden för att upprätthålla resenärernas säkerhet.
- Bekämpa människohandel med kvinnor och barn samt genomföra omsorgsåtgärder för övergivna barn funna inom järnvägsområdet.
- Sambandsorgan mellan indiska järnvägspolisen, den lokala polisen samt järnvägsförvaltningen.
- Proaktiv teknikanvändning, skydd av mänskliga rättigheter, effektiv förvaltning samt skydd av kvinnliga och äldre passagerare.[3]

## Organisation
RPF:s högkvarter under en generaldirektör ingår i järnvägsministeriet. I övrigt har RPF en territoriell organisation som är parallell med de indiska järnvägarnas organisation. Indien är indelat i 16 järnvägszoner, i var och en av dessa har RPF ett zonhögkvarter under en Chief Security Commissioner. Varje zon består av 3-6 järnvägsdivisioner. I var och en av dessa har RPF ett divisionshögkvarter under en Divisional Security Commissioner. Lägsta instans är bevakningsstationerna (Posts) under en Inspector (kommissarie). Därtill kommer Railway Protection Special Force (se nedan).

### Centrala organ
- Centrala utredningsavdelningen, Central Crime Bureau
- Centrala hundskolan
- Centrala tygmaterielförrådet, Central Weapons Store
- Tygmaterielverkstäder
- Central högskola, Railway Protection Force Academy[5]

### Indiens järnvägszoner
- 1  Central Railway,  Mumbai
- 2 Eastern Railway,  Kolkata
- 3 East Central Railway, Hajipur
- 4 East Coast Railway,  Bhubaneshwar
- 5 Northern Railway,  Delhi
- 6 North Central Railway, Allahabad
- 8 North Frontier Railway, Guwahati
- 9 North Western Railway, Jaipur
- 10 Southern Railway,  Chennai
- 11 South Central Railway,  Secunderabad
- 12 South Eastern Railway, Kolkata
- 13 South East Central Railway,  Bilaspur
- 14 South Western Railway, Hubballi-Dharwad
- 15 Western Railway, Mumbai
- 16 West Central Railway, Jabalpur[6]

### Lokal organisation
Varje division, eller, om den är delad i underdivisioner, varje underdivision, består av en eller flera bevakningsstationer, piketkompanier och brandstationer.

### Tjänstegrenar
- Bevakning (Executive Branch)
  - Patrull (Static Wing)
  - Piket (Mobile Wing)
  - Utredning (Crime Wing)
  - Underrättelse (Special Wing)
  - Materiel (Stores Wing)
- Åklagare (Prosecution Branch)
- Brand (Fire Service Branch)
  - Räddningstjänst (Operational Wing)
  - Brandinspektion (Fire Prevention Wing)[5]

## Railway Protection Special Force
Under det Sino-indiska kriget 1962 uppsattes fyra järnvägsbevakningsbataljoner från den beväpnade delen (Armed Wing) av RPF för att skydda de militära järnvägskommunikationerna. Senare uppsattes ytterligare fyra bataljoner av vad som kallades den särskilda beredskapsstyrkan (Special Emergency Force). Efter kriget bibehölls denna styrka under namnet Railway Protection Special Force (RPSF) och sattes in för att skydda järnvägarna i Nagaland från väpnade separatister. RPSF har senare även satts in i Assam, Tripura, Västbengalen, Orissa, Bihar, Kashmir, Punjab,
Haryana, Delhi, Maharastra, Karnataka och i andra stater. 
RSPF fungerar som järnvägsminiseriets väpnade insatsreserv och består av 12 bataljoner. Den har en sammanlagd personalstyrka om 9 000 personer. Varje bataljon består av 1 stabskompani och 5 insatskompanier. RSPF lyder under en generalinspektör som är underställd generaldirektören för RPF.

### Förband
- No. 1st Battalion, RPSF, Lumding, Assam
- No. 2nd Battalion, RPSF, Rajahi Camp, Gorakhpur, Uttar Pradesh
- No. 3rd Battalion, RPSF, Lucknow, Uttar Pradesh
- No. 4th Battalion, RPSF, New Jalpaiguri, Västbengalen
- No. 5th Battalion, RPSF, Tiruchchirrappalli, Tamil Nadu
- No. 6th Battalion, RPSF, Dayabasti, Delhi
- No. 7th Battalion, RPSF, Maula-Ali,  Andhra Pradesh
- No. 8th Battalion, RPSF, Chittaranjan, Västbengalen
- No. 9th Battalion, RPSF, Jagadharyi, Haryana
- No. 10th Battalion, RPSF, Dhanbadi, Jharkhand
- No. 11th Battalion, RPSF, Garhara/Baruanii, Bihar
- No. 12th Battalion, RPSF, Thakurali, Thane, Maharashtra[3]

### Utbildningscentrum
RPSF:s utbildningscentrum ligger i Gorakhpur i Uttar Pradesh. Några av de kurser som ges är följande.
- Grundutbildning för RPSF-personal
- Grundutbildning för civilanställda
- Befordningskurs för inspektörer/plutonsbefäl
- Befordringskurs för kommissarier/kompanibefäl
- Högre idrottskurs
- Jägarkurs

## Personal
Personalens fördelning på grader och tjänster 2004
| Grad                                           | Antal tjänster | Exempel på befattningar i graden                                                        | Anmärkning                            |
| ---------------------------------------------- | -------------- | --------------------------------------------------------------------------------------- | ------------------------------------- |
| Director General                               | 1              | Chef RPF                                                                                | Tas alltid från Indian Police Service |
| Additional Director General                    | 1              | Stf chef RPF                                                                            |                                       |
| Inspector General                              | 7              | Chief Security Commissioner                                                             |                                       |
| Deputy Inspector General                       | 19             | Chief Security Commissioner Additional Chief Security Commissioner                      |                                       |
| Senior Commandant                              | 44             | Senior Security Commissioner                                                            |                                       |
| Commandant Commandant RPSF                     | 64             | Divisional Security Commissioner Bataljonschef RPSF                                     |                                       |
| Assistant Commandant Assistant Commandant RPSF | 152            | Assistant Security Commissioner Ställföreträdande bataljonschef RPSF                    |                                       |
| Inspector                                      | 1 501          | Bevakningssationschef Kompanichef Åklagare Kvartermästare Brandinspektör Utredningschef |                                       |
| Sub-Inspector                                  | 2 170          | Ställföreträdande kompanichef Biträdande åklagare Brandmästare                          |                                       |
| Assistant Sub-Inspector                        | 3 543          |                                                                                         |                                       |
| Head Constable                                 | 24 443         |                                                                                         |                                       |
| Constable                                      | 33 857         |                                                                                         |                                       |
| Hantverkare                                    | 479            |                                                                                         |                                       |
| Handräckning                                   | 2 018          |                                                                                         |                                       |

Källa: D. Banerjea (red.), Central Police Organisations, Part 1 (Lucknow 2005), sid. 141.